# Liga de Gobernadores
Se conoce como Liga de Gobernadores a una alianza compuesta hacia 1871, en el momento en que el interior no aprueba la Conciliación Política de Nicolás Avellaneda con los mitristas (seguidores de Mitre).
Sus integrantes representaban a los máximos dirigentes de varias provincias de Argentina, quienes decidían en forma consensuada a quién apoyar como candidato a la futura presidencia. En ella estaban presentes los gobernadores de Córdoba, Entre Ríos, Santa Fe, Tucumán, La Rioja y Santiago del Estero. Este acuerdo fue la base del poder del Partido Autonomista Nacional hacia 1880 